# The Valley (álbum)
The Valley es el séptimo álbum de estudio de la banda estadounidense de deathcore Whitechapel. Fue lanzado el 29 de marzo de 2019 a través de Metal Blade Records. El álbum fue producido por Mark Lewis.

## Composición
The Valley es un álbum conceptual basado en la infancia del vocalista y escritor Phil Bozeman. El título hace referencia a Hardin Valley, Tennessee, donde Bozeman creció. Su padre, Michael Gary Bozeman, falleció repentinamente el 30 de diciembre de 1995, cuando Phil tenía diez años. Su madre, Theresa, ya luchaba contra el alcoholismo y la esquizofrenia; la canción que abre el álbum, "When a Demon Defiles a Witch", es una interpretación de una de sus visiones, escrita en un diario. Theresa finalmente se volvió a casar, pero el padrastro de Bozeman los maltrataba a ambos; Phil lo llamaba "depredador" y lo responsabilizaba de introducir a su madre al crack. Theresa finalmente murió de una sobredosis en el año 2000.
The Valley continúa la experimentación de Bozeman con voces limpias y se distancia ligeramente de Whitechapel de su característico estilo deathcore. Las voces del cuarto tema, "Hickory Creek", son exclusivamente cantadas. En general, el disco ha sido descrito como deathcore, metal progresivo y groove metal. El siguiente álbum de la banda Kin (2021) continúa la historia de Bozeman y presenta un uso mucho más extenso de la voz.

## Lista de canciones
| N.º | Título                         | Duración |  |
| 1.  | «When a Demon Defiles a Witch» | 5:04     |  |
| 2.  | «Forgiveness Is Weakness»      | 2:55     |  |
| 3.  | «Brimstone»                    | 3:25     |  |
| 4.  | «Hickory Creek»                | 4:56     |  |
| 5.  | «Black Bear»                   | 3:08     |  |
| 6.  | «We Are One»                   | 3:58     |  |
| 7.  | «The Other Side»               | 3:17     |  |
| 8.  | «Third Depth»                  | 4:07     |  |
| 9.  | «Lovelace»                     | 3:48     |  |
| 10. | «Doom Woods»                   | 5:51     |  |

| Bonus track |                |          |  |
| N.º         | Título         | Duración |  |
| 11.         | «Sea of Trees» | 2:29     |  |

## Posicionamiento en lista
| Lista (2019)                          | Posición |
| ------------------------------------- | -------- |
| Alemania (Offizielle Top 100)         | 27       |
| Australian Digital Albums (ARIA)      | 15       |
| Austria (Ö3 Austria)                  | 36       |
| Estados Unidos (Billboard 200)        | 143      |
| Estados Unidos (Top Hard Rock Albums) | 7        |
| Estados Unidos (Top Rock Albums)      | 26       |
| Suiza (Schweizer Hitparade)           | 46       |

## Personal
Whitechapel
- Phil Bozeman – voz
- Ben Savage – guitarra principal
- Alex Wade – guitarra rítmica
- Zach Householder – tercera guitarra
- Gabe Crisp – bajo

Músicos adicionales
- Navene Koperweis – batería